# 1825 na música

## Nascimentos
| Data          | Nome              | Profissão  | Nacionalidade | Observações | Ref |
| ------------- | ----------------- | ---------- | ------------- | ----------- | --- |
| 25 de Outubro | Johann Strauß Jr. | compositor | Áustria       | m. 1899     |     |

## Mortes
| Data      | Nome            | Profissão  | Nacionalidade | Observações | Ref |
| --------- | --------------- | ---------- | ------------- | ----------- | --- |
| 7 de Maio | Antonio Salieri | compositor | Itália        | n. 1750     |     |